# 魏舒
魏舒（約前565年—前509年），中国春秋時晋国的武将、政治家，魏氏第五代领袖。姬姓，魏氏，名舒（《世本》名荼）、谥号献。魏昭子魏絳之子（司馬遷. . .  [-61].称魏献子是魏絳之孙，魏嬴之子）。历仕晋平公、晋昭公、晋頃公。史称魏献子。“魏舒方阵”的发明者。
魏絳在平公即位後引退，魏舒担任魏氏领袖。当時晋国大夫士匄、欒盈争权，魏絳和欒盈的父亲欒黶为下軍佐，関係親密，魏舒处于两難立場。
前550年四月，欒盈政治斗争失败，投奔齐庄公。齐庄公派他攻击晋国。欒盈联络魏舒为内应，在欒盈的武士督戎被士匄的武士斐豹击败后，士匄子士鞅劫持了魏舒，魏舒知道欒盈大势已去，投靠了士匄阵营，結果欒盈敗死。
魏舒担任上軍佐，与趙武、韓起掌握晋国军事。前541年，对北狄的太原之战，魏舒向上军将中行吴建议将战车兵改为步兵，中行吴采纳了他的建议，大败狄軍，这是中国车战向步战转变的划时代的标帜。
前514年，正卿、中軍将韓起病死，次卿魏舒继任。魏舒和趙鞅等六卿，灭掉了公族的羊舌氏（叔向家族）、祁氏（祁奚、祁午家族），瓜分了他们的土地，魏氏势力更加巩固。
正卿、中軍将魏舒处在人生巅峰，前509年，魏舒召集列国大夫于狄泉（在今河南洛阳）为成周筑修城墙。他把筑修城墙的事交给韩简子和原寿过，自己到大陵泽（今河南获嘉县西北）打猎，放火烧荒，回来死在宁（今河南获嘉县西），儿子魏取继任魏氏领袖。
| 前任： 魏昭子魏絳 | 魏氏领袖 約前565年—前509年 | 繼任： 子魏简子魏取 |

| 前任： 韩起 | 春秋晉國正卿 前514年—前509年 | 繼任： 士鞅 |